# El Morocco

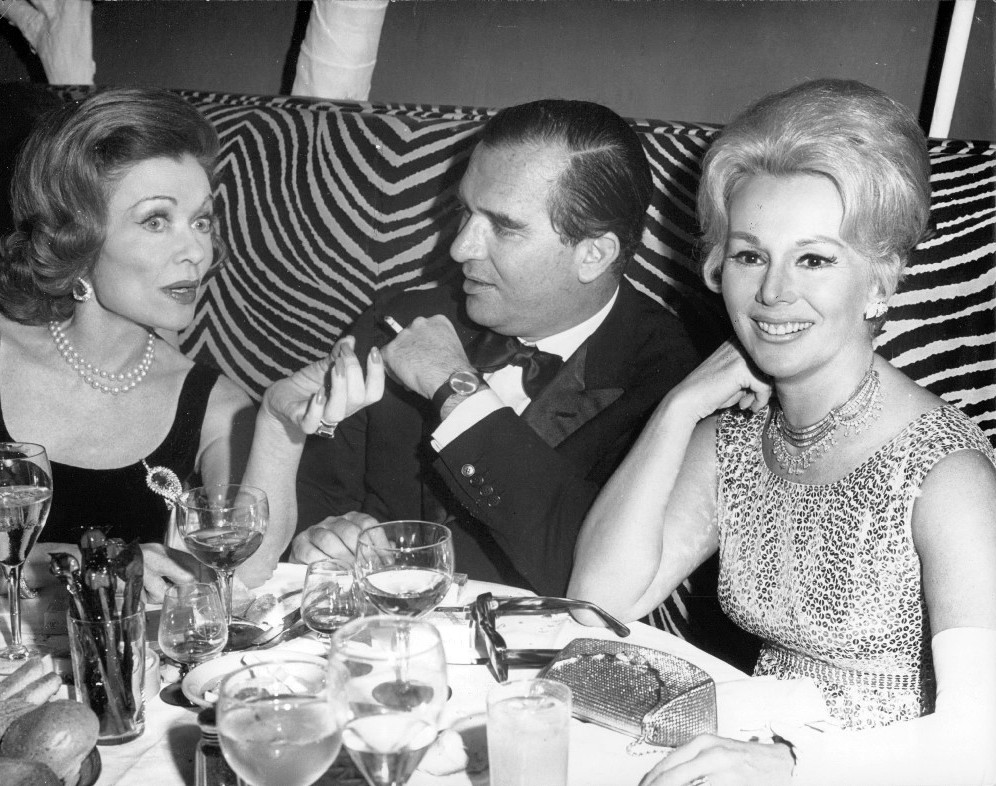
Foto presa nel club nel 1965.

El Morocco (a volte soprannominato Elmo o Elmer) era un night club di Manhattan del XX secolo frequentato da personaggi ricchi e famosi degli anni trenta fino al declino del café-society alla fine degli anni cinquanta. Era famoso per il suo motivo a zebra a righe blu (disegnato da Vernon MacFarlane) e il suo fotografo ufficiale, Jerome Zerbe.

## Storia
Nel 1931, John Perona (nato Enrione Giovanni Perona a Chiaverano in provincia di Torino), un immigrato italiano, con Martín de Alzaga aprì l'El Morocco come speakeasy al n. 154 East 54th Street, sul lato sud della 54th strada nella metà del blocco tra Lexington Avenue e la Third Avenue, dove si trova ora il Citigroup Center.
Dopo la soppressione del divieto, divenne uno dei locali più famosi di New York City. La sua clientela regolare era costituita dalla società alla moda, da politici ed intrattenitori. Parte di ciò che rese il club il luogo dove stare erano le fotografie di Jerome Zerbe, sempre presenti nelle notizie del giorno successivo. Ognuno sapeva sempre dallo sfondo a strisce zebrate dei divanetti dove erano state le celebrità.
Il quartiere cominciò a cambiare dopo la seconda guerra mondiale e infine Perona nel 1960 spostò El Morocco in un edificio di quattro piani al 307 East della 54ª Strada, sul lato nord della strada vicino all'angolo della Second Avenue.
Perona morì nel 1961 e suo figlio, Edwin, assunse la proprietà. Più tardi quell'anno, Edwin Perona vendette il club a John Mills, che lo possedette per tre anni. Fu successivamente di proprietà di Maurice Uchitel (1964-70) e Sheldon Hazeltine. Prima di prendere El Morocco, Uchitel possedeva l'Eden Roc Hotel a Miami Beach da diversi anni. Nel 1981 l'ala posta sulla Seconda Avenue operò brevemente come una steakhouse. Nel 1992 funzionò come un topless bar. Nel 1997 Desmond Wootton acquistò la proprietà e aprì il night club Night Owls. Il sito è ora occupato dal Condominio Milano.

## Nella cultura di massa
- Messa in scena per la seconda scena nel film di Arthur Laurents del 1973 The Way We Were. Katie Morosky fa un cenno ad Hubbell Gardiner al bar, ne deriva un flashback.
- Versione fittizia del club caratterizzato dai caratteristici divanetti a righe zebrate, presenti nel film di Woody Allen Café Society del 2016.